# Rörsnylting
Rörsnylting, Carcinomyces polyporinus, är en svampart som tillhör ordningen gelésvampar, Tremellales.

## Förekomst
Rörsnyltingen beskrevs först från Skottland och har därefter blivit funnen i flera europeiska länder, däribland Sverige och Finland. Den är även funnen i USA och Kanada. Den lever som parasit på tickor, främst av släktet Postia, som exempelvis blåticka Postia caesia, och den förekommer därför främst på liggande granstammar. Mikroskopiska fruktkroppar utvecklas i värdens hymenium.

## Taxonomi
Rörsnylting beskrevs av Derek Reid 1970 som Tremella polyporina Den flyttades efter molekylärfylogenetiska analyser till Carcinomyces av Andrey M. Yurkov 2016.
Artnamnet syftar på tickor (ordningen Polyporales, familjen Polyporaceae eller släktet Polyporus).